# Subotička biskupija
Subotička biskupija je rimokatolička biskupija u Vojvodini, u Srbiji. Sjedište joj je u Subotici. Podređena je jedinica Beogradske nadbiskupije. 
Utemeljena je 1923. kao Apostolska administracija za Jugoslavensku Bačku. Na razinu biskupije je izdignuta 1968. papinskom bulom pape Pavla VI. Preclarissimi Pauli.
Svetac zaštitnik Subotičke biskupije je sveti Pavao.

## Organizacija danas
Danas se Subotička biskupija dijeli na 4 arhiprezbiterata. 
U Katedralni spadaju dekanati Subotica-Stari grad, Subotica-Donji grad i Subotica-Novi grad. U Bački arhiprezbiterat spadaju Bački i Novosadski dekanat. 
U Podunavski arhiprezbiterat spadaju Somborski, Apatinski i Kulski dekanat. U Potiski arhiprezbiterat spadaju Bečejski, Bačko-Topolski, Kanjiški i Senćanski dekanat. 

## Značajniji objekti
- Katoličko bogoslovno sjemenište "Augustinianum", Subotica
- biskupijska klasična gimnazija i sjemenište "Paulinum", Subotica

- Franjevačka crkva sv. Mihovila u Subotici

## Spomenici kulture
Nepokretna kulturna dobra u ovoj biskupiji su:
- crkva Uznesenja Blažene Djevice Marije u Bikovu
- kapele na Bajskom groblju u Subotici
- franjevački samostan u Subotici
- katedrala sv. Terezije Avilske u Subotici
- franjevački samostan u Baču
- kapela sv. Antuna Pustinjaka u Baču
- katolička crkva sv. Pavla u Baču
- katolički samostan časnih sestara Naše Gospe u Baču
- crkva sv. Roka u Keru (kapela)

Ističu se i crkve poznatog arhitekta Tita Mačkovića:
- crkva sv. Jurja u Senti

## Kalvarije
U Subotičkoj je biskupiji svaki grad i svako selo imalo svoju kalvariju. Obično ih se gradilo na prirodnom ili umjetnom brežuljku. Ondje gdje nije bilo uzvisina, izgradilo se kapelu, a iznad kapele postaju s križevima. Drveni križevi i kapela ili crkva na najvišoj točki uzvisine označavale su postaje.
Znamenite kalvarije:
- subotička kalvarija
- kalvarija u Baču
- somborska kalvarija
- lemeška kalvarija
- kalvarija u Svetom Tomi
- kalvarija u Bajši, dala izgraditi plemićka obitelj bačkih Hrvata Vojnić od Bajše[5]

## Popis apostolskih administratora
- msgr. Lajčo Budanović (1927. – 1958.)
- msgr. Matija Zvekanović (1958. – 1968.)
- msgr. Franjo Fazekaš (Ferenc Fazekas) (2022. – 2023.)

## Popis biskupa
- msgr. Matija Zvekanović (1968. – 1989.)
- msgr. Ivan Penzeš (János Pénzes) (1989. – 2020.)
- msgr. Slavko Večerin (2020. – 2022.)
- msgr. Franjo Fazekaš (Ferenc Fazekas) (2023. – danas)

## Vanjske poveznice
- Stipan Bunjevac: Vjersko i nacionalno žarište subotičkih Hrvata, Glas Koncila, 5 (1597) | 30.1.2005.